# Decoupage

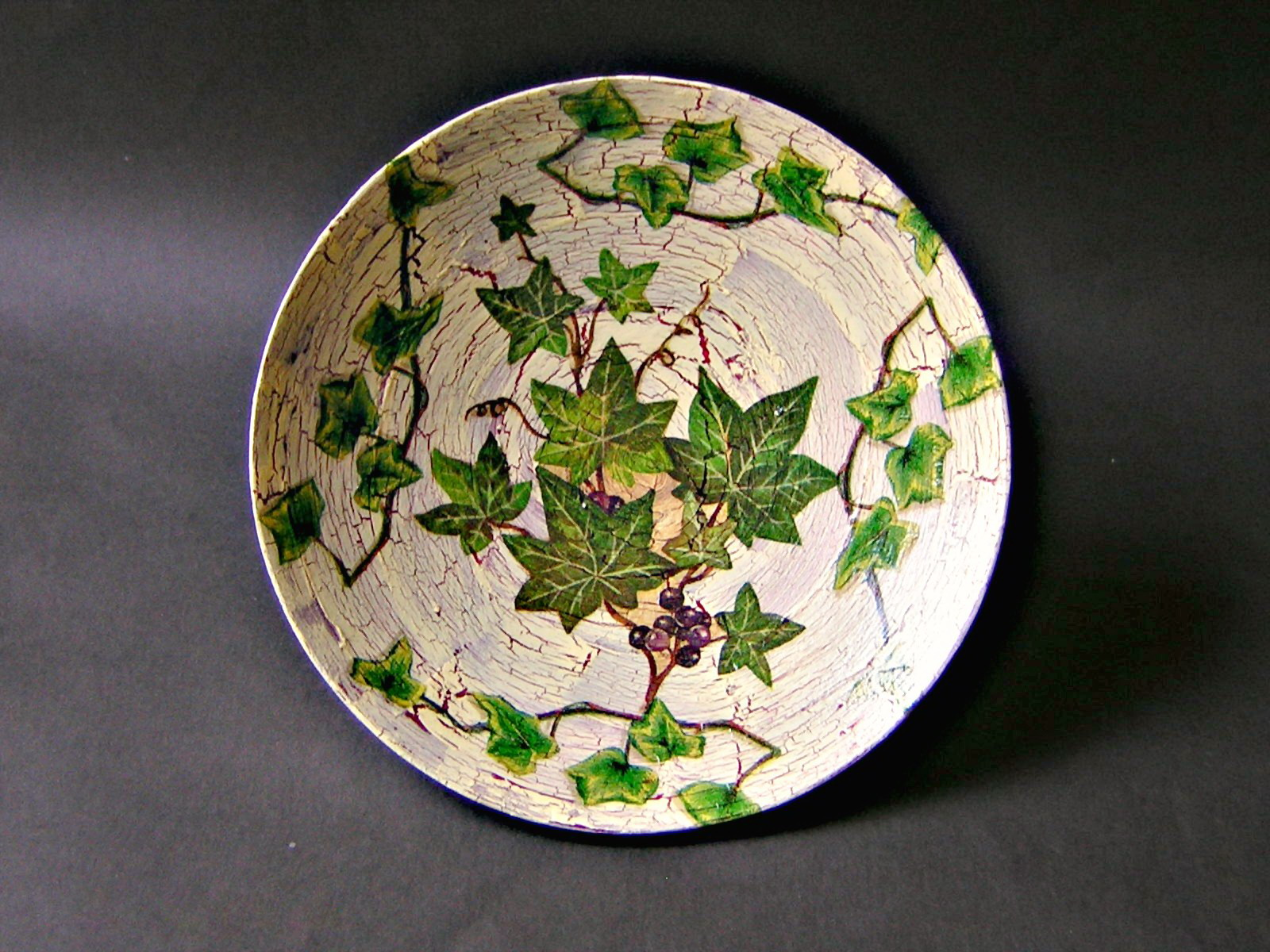
Naczynie zdobione techniką decoupage

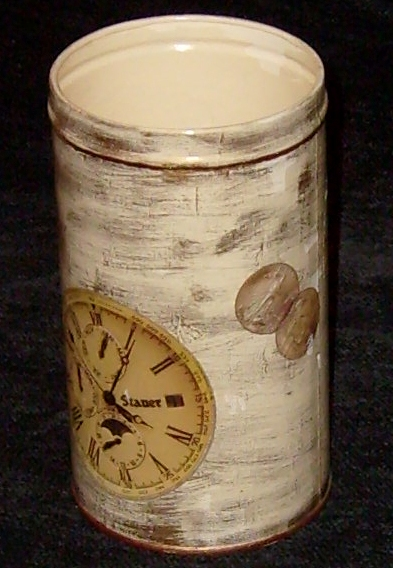
Przedmiot zdobiony techniką decoupage

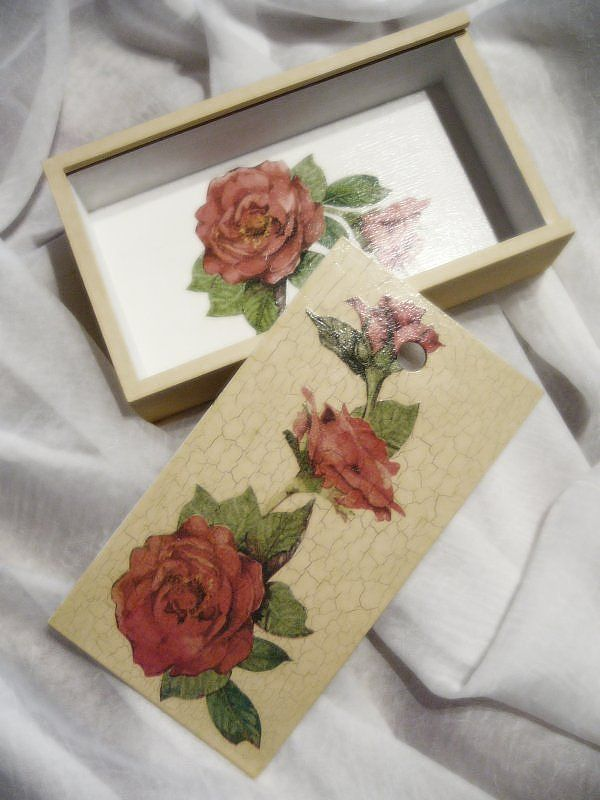
Pudełko drewniane zdobione techniką decoupage

Dekupaż, Decoupage (fr. découpageⓘ, [de.ku.paʒ]) — technika zdobnicza polegająca na przyklejaniu na odpowiednio spreparowaną powierzchnię (np. drewno, metal, szkło, tkanina, plastik, ceramika) wzoru wyciętego z papieru lub serwetki papierowej (technika serwetkowa).
Decoupage klasyczny polega na naklejaniu wzoru z papieru i pokryciu go wieloma warstwami lakieru tak, aby wtopił się całkowicie i nie był wyczuwalny przy dotknięciu. W zamyśle ma on wyglądać jak namalowany.
Słowo decoupage pochodzi od francuskiego czasownika „decouper” – wycinać.

## Historia
Uważa się, że technika decoupage pochodzi ze wschodniej Syberii. Plemiona nomadów ozdabiały w ten sposób groby swoich przodków. Stamtąd technika przywędrowała do Chin, gdzie aż do XII wieku była popularną metodą ozdabiania lampionów, okien, pudełek i innych przedmiotów. W XVII wieku dzięki wymianie handlowej z Dalekim Wschodem decoupage przywędrowało najpierw do Włoch, a w XVIII w. do innych krajów Europy. Weneccy stolarze używali decoupage do produkcji mebli tworząc tańszą alternatywę do modnych wówczas chińskich lakierowanych mebli. Sztukę tę nazywano lacca contrafatta. Wkrótce odchodzono od naśladowania dalekowschodniego wzornictwa na rzecz kopii dzieł ówczesnych malarzy. Decoupage zyskało przydomek "sztuki biedaków".
Wkrótce decoupage stało się jednym z typowych kobiecych hobby, niezwykle popularnym m.in. na dworze Ludwika XV. Ozdabiano nie tylko meble, ale coraz częściej także mniejsze przedmioty np. pudełka i przybory toaletowe. Używano do tego już nie tylko kopii, ale i wyciętych elementów oryginalnych obrazów. Zniszczono przez to wiele ówczesnych dzieł takich malarzy, jak François Boucher, Jean-Honoré Fragonard, Pierre-Joseph Redouté, Jean-Baptiste Pillement, Jean Antoine Watteau.
Niektórych twórców techniką decoupage zaczęto powoli uznawać za artystów. Tak było z Mary Delany, która stała się ulubienicą dworu królowej Charlotty. Później przy pomocy decoupage'u tworzyli także Pablo Picasso i Henri Matisse.

## Materiały
Do techniki decoupage stosuje się materiały, które zazwyczaj są dostępne w każdym gospodarstwie domowym:
- przedmioty do ozdabiania: pudełka, skrzynki, świeczniki, doniczki, ramki do zdjęć, albumy, ceramika.
- motywy do nanoszenia na przedmioty wycięte lub wyrwane z serwetek papierowych, ozdobnego papieru, gazet i magazynów, wydruków komputerowych.
- narzędzia: nożyczki, nóż do tapet, żyletka, pędzle, a także gąbka kuchenna, waciki i patyczki kosmetyczne, chusteczki jednorazowe.
- klej typu wikol lub białko jajka.
- farby akrylowe, lakier
- podkład gesso (do wazonów)

Obecnie dostępnych jest na rynku wiele przyborów i materiałów produkowanych z myślą o osobach tworzących techniką decoupage. Można kupić gotowe przedmioty przygotowane specjalnie do ozdabiania, specjalistyczne kleje, farby i lakiery, a także media pozwalające postarzyć dany przedmiot np. przez stworzenie na nim charakterystycznych pęknięć.